# 延德站
延德站（日语：／ Entoku eki */?）是位於長野縣中野市大字篠井，長野電鐵的長野線車站。車站編號為N18。

## 歷史
- 1923年（大正12年）3月26日 - 河東鐵道車站啟用[1]。
- 1926年（大正15年）9月30日 - 河東鐵道與長野電氣鐵道合併，長野電鐵成立，此站成為長野電鐵車站。
- 1970年（昭和45年）12月30日 - 成為無人車站[1]。
- 1994年（平成6年）
  - 6月24日 - 開始新建車站大樓和列車交會設備。
  - 10月13日 - 車站向信州中野一向遷移約300米[1]。車站大樓和列車交會設備工程完成。
- 2020年（令和2年）8月19日 - 2號月台與站內平交道停止使用[2]。

## 車站構造

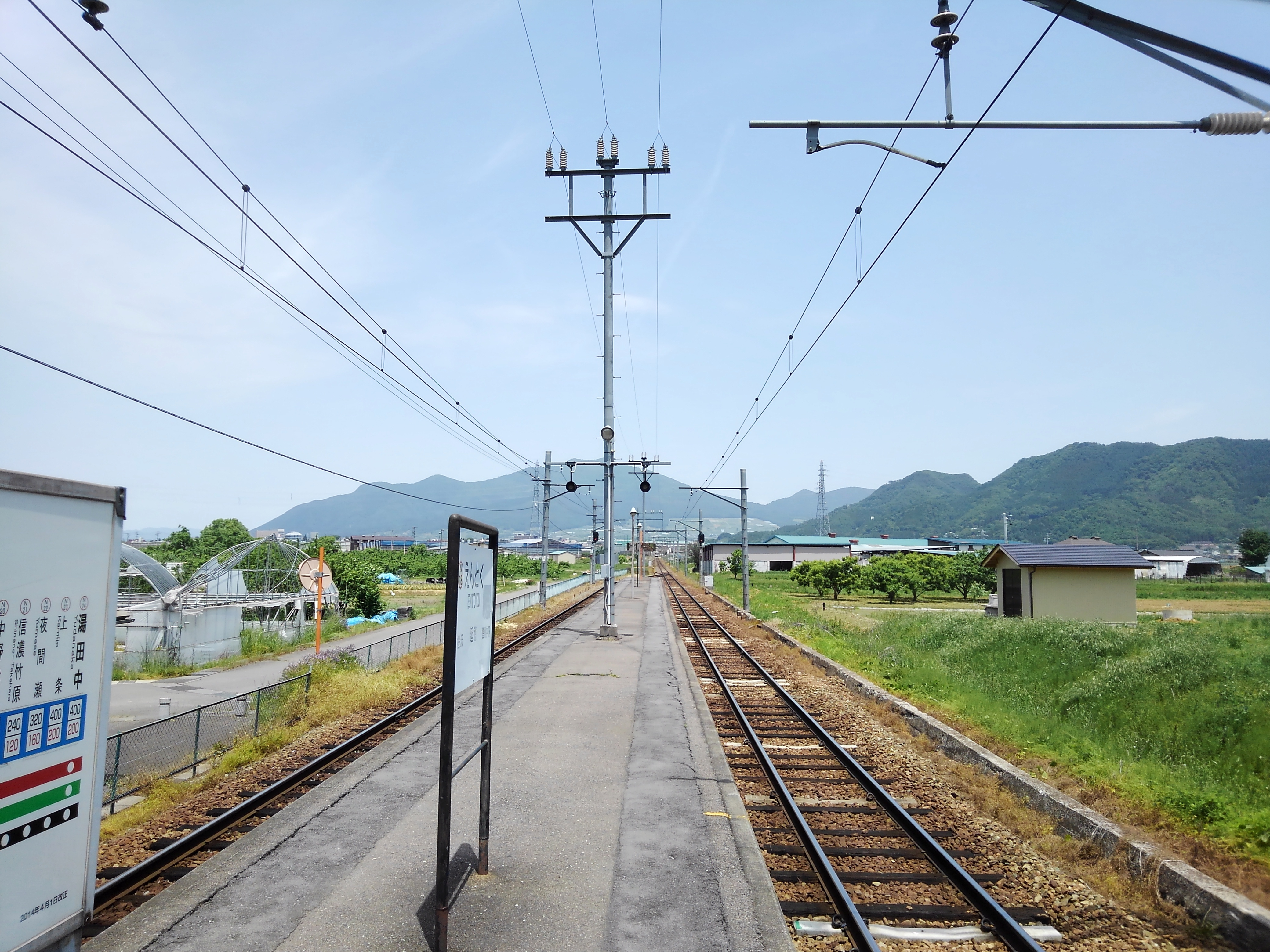
截至2018年5月當時的月台。當時左邊（車站大樓一方）為下行月台，右邊為上行月台，該月台也可讓列車通過。
截至2020年，只使用右邊月台。

在車站遷移至現地前，此站只有1面1線的單式月台。後來由於舉行長野冬奧，為了增加列車班次，車站向信州中野一方遷移，遷移車站後設有1面2線的島式月台，當中設有一線通過方式，車站為地面車站。但是，在2020年起變回只有1面1線的月台。車站在遷移後變回無人車站。另外，車站大樓二樓部分是倉庫，因此屋外前往二樓的樓梯會被封閉，只可讓職員進入。
在島式月台時期，月台與車站大樓設有站內平交道。車站大樓側的2號月台已經停止使用，站內平交道也停止使用。

### 月台
| 月台 | 路線    | 上下行 | 方向                 |
| ---- | ------- | ------ | -------------------- |
| 1    | ■長野線 | 上行   | 須坂、長野方向       |
| 1    | ■長野線 | 下行   | 信州中野、湯田中方向 |

在旅客資訊上設有月台編號，例如在官方網站內有顯示月台編號。已停止使用的月台是2號月台，現時還在使用的月台是1號月台。原本1號月台為長野方向，2號月台為湯田中方向。通過列車會駛經一線通過配線的1號月台。

## 使用狀況
以下為近年1日平均乘車人次變化。
| 年度   | 一日平均 乘車人次 |
| ------ | ----------------- |
| 2000年 | 221               |
| 2001年 | 210               |
| 2002年 | 150               |
| 2003年 | 148               |
| 2004年 | 148               |
| 2005年 | 145               |
| 2006年 | 145               |
| 2007年 | 128               |
| 2008年 | 126               |
| 2009年 | 134               |
| 2010年 | 140               |
| 2011年 | 131               |
| 2012年 | 129               |
| 2013年 | 127               |
| 2014年 | 126               |
| 2015年 | 145               |
| 2016年 | 132               |
| 2017年 | 137               |
| 2018年 | 134               |

## 車站周邊
- 中山晋平紀念館（日语：中山晋平記念館）[1]

## 相鄰車站
長野電鐵
■長野線
■A特急、■B特急
通過
■普通
櫻澤（N17）－延德（N18）－信州中野（N19）

## 注腳
1. 1 2 3 4 5 6 7 8 9 10 11  信濃毎日新聞社出版部. . 信濃毎日新聞社. 2011-07-24: 282. ISBN 9784784071647 （日语）.
2. 1 2 3 4  延徳駅の乗り場変更について （页面存档备份，存于）（日語） - 長野電鐵，2020年8月18日，同日參閲
3. ↑  《中野市之統計》各年度版。

## 外部連結
- 延德站｜各站資訊 （页面存档备份，存于）（日語） - 長野電鐵